# Fountain (Carolina del Nord)
Fountain è un comune degli Stati Uniti d'America, situato in Carolina del Nord, nella contea di Pitt.